# Réal Cloutier
Réal „Buddy“ Cloutier (* 30. Juli 1956 in Saint-Émile, Québec) ist ein ehemaliger kanadischer Eishockeyspieler (Rechtsaußen), der von 1974 bis 1985 für die Nordiques de Québec in der National Hockey League und World Hockey Association sowie die Buffalo Sabres in der National Hockey League spielte.

## Karriere
Cloutier begann seine Juniorenkarriere bei den Remparts de Québec in der Ligue de hockey junior majeur du Québec. Dort glänzte der damals 16-jährige in seiner ersten Spielzeit mit 39 Toren und 99 Punkten. Sein Team erreichte das Finalspiel um den Memorial Cup. Doch ihr Gegner, die Toronto Marlboros, mit dem jungen Mark Howe, deklassierte die Remparts mit 9:1. Im Jahr darauf führte Cloutier seine Mannschaft mit 93 Toren und beeindruckenden 216 Punkten erneut in das Memorial-Cup-Turnier. Sie erreichten erneut das Finale, in dem sie dieses Mal gegen die Regina Pats unterlagen.
Im WHA Amateur Draft 1974 wurde er in der ersten Runde als Neunter von den Nordiques de Québec ausgewählt und da er der Meinung war, dass er sich im Juniorenbereich nicht mehr weiterentwickeln konnte, wagte er sofort den Sprung in die World Hockey Association. Die Regeln der NHL ließen damals frühestens eine Wahl im NHL Amateur Draft 1976 zu. Sofort schaffte Cloutier den Durchbruch. Mit 53 Punkten spielte er eine ordentliche Rookiesaison und in der Spielzeit 1975/76 glänzte er mit 114 Punkten. Einen Makel hatte er jedoch nicht loswerden können. In seiner ersten WHA-Saison hatte er zum dritten Mal in Folge eine Finalserie verloren.
In der NHL hatte man ihn natürlich auch wahrgenommen. Und so sicherten sich die Chicago Black Hawks beim Draft 1976 in der ersten Runde die Rechte an ihm. Wie in der WHA war es auch in der NHL die neunte Draftposition, an der er ausgewählt wurde. Doch Cloutier blieb bei den Nordiques und in der Saison 1976/77 hatte er großen Anteil am Gewinn seines ersten Titels. Mit 141 Punkten war er Topscorer der WHA und auch in den Playoffs steuerte er 14 Tore bei. Noch zwei Jahre spielte er in der WHA, bevor diese mit der NHL fusionierte. In Quebec opferte man den Erstrunden-Draftpick 1980, damit die Black Hawks ihre Rechte an Cloutier nicht geltend machten. Mit Denis Savard wurde man in Chicago ordentlich entschädigt.
In der ersten Saison der Nordiques in der NHL, 1979/80, war er bester Scorer seines Teams. Ein Jahr darauf plagten ihn häufig Verletzungen, doch er kehrte in der Saison 1981/82 zu seinem hohen Niveau zurück und brachte es auf 97 Punkte.
Nach einem weiteren Jahr in Quebec wechselte er gemeinsam mit einem Erstrunden-Wahlrecht im NHL Entry Draft 1983 im Tausch für Tony McKegney, André Savard, Jean-François Sauvé und ein Drittrunden-Wahlrecht im selben Draft zu den Buffalo Sabres. Dort hatte er den Eindruck, das seine Leistungsfähigkeit nachließ. Die Saison 1984/85 wurde zu einer großen Enttäuschung und er wurde in den Farmteams der Sabres, bei den Flint Generals in der International Hockey League und den Rochester Americans in der American Hockey League, eingesetzt. Mit 28 Jahren beendete der einst so talentierte Cloutier seine Karriere. Oft warf man ihm vor, dass er zu früh aufgegeben hatte. Viele vermuteten eher mentale Probleme als einen körperlichen Einbruch. In den Jahren in der NHL hatte er sein Können unter Beweis gestellt, an die herausragende Stellung, die er sich in der WHA erspielt hatte, konnte er jedoch nicht mehr heranreichen.

## Sportliche Erfolge
- Avco World Trophy: 1977

### Persönliche Auszeichnungen
- QMJHL Second All-Star Team: 1974
- WHA First All-Star Team: 1979
- WHA Second All-Star Team: 1976, 1977 und 1978
- Bill Hunter Trophy: 1977 und 1979
- WHA All-Star Game: 1976, 1977, 1978 und 1979
- WHA All-Star Game MVP: 1976 (gemeinsam mit Paul Shmyr)
- NHL All-Star Game: 1980

## Rekorde
- 3 Tore in seinem ersten NHL-Spiel (10. Oktober 1979) (gemeinsam mit Alex Smart, Fabian Brunnström und Derek Stepan)